# Cinclosoma occidental
El cinclosoma occidental (Cinclosoma marginatum) és un ocell de la família dels cinclosomàtids (Cinclosomatidae).

## Hàbitat i distribució
Habita zones àrides amb matolls en zones sorrenques o pedregoses, boscos de mulga i Spinifex a la Austràlia central, al centre d'Austràlia Occidental cap a l'oest fins a la Badia dels Taurons i també a l'extrem sud-oest del Territori del Nord i l'extrem nord-oest d'Austràlia Meridional. .